# Jean-François Février
Jean-François Février (parfois Jean-Baptiste Texandier) est un Afro-descendant vivant à Bordeaux à la fin du XVIIIe siècle. Il est l'un des quelque 5 200 personnes d'origine africaine identifiées à Bordeaux à un moment ou un autre de la période de la traite négrière. Son ascendance blanche et sa fortune personnelle le font accepter au sein de la bourgeoisie de la ville : son destin bien sûr minoritaire parmi ses pairs illustre l'existence d'une élite métissée au sein de la haute société commerçante bordelaise.

## Éléments de biographie
Jean-François est le fils naturel d'un marchand bordelais du nom de Texandier et de Élisabeth Thècles, une métisse. Selon la nomenclature d'alors, c'est un « quarteron ». À la mort de son père, son héritage (30 000 livres tournois) le place au niveau moyen de patrimoine des négociants bordelais ; comme beaucoup d'entre eux il habite sur le cours du Chapeau-Rouge.  
Il épouse à Bordeaux en janvier 1788 Nancy Draveman, d'une famille de riches commerçants et armateurs. Le grand-père de celle-ci, Théodore est un protestant d'origine hollandaise qui a fondé à Bordeaux en 1740 la maison de négoce Veuve Draveman. Son fils Georges, le père de Nancy, dispose d'une flotte de cinquante-neuf navires pour le commerce avec les colonies, dont quatre seront armés pour la traite (en 1754, 1784, 1786 et 1788). Nancy est veuve de Jean-Jacques Barthez épousé huit ans plus tôt, et dispose donc de sa dot qu'elle a récupérée, 150 000 livres
L'union est l'objet de controverse, en raison à la fois des ancêtres africains de Jean-François et de sa naissance illégitime. Mais comme pour d'autres cas en métropole, la fortune appréciable de l'Afro-descendant (son père lui cède pour l'occasion 30 000 livres tournois — une fortune dans la moyenne des actifs des négociants bordelais) et l'existence d'une ascendance blanche lui permet d'intégrer la classe économique dominante.   
Jugeant l'union scandaleuse, les frères, sœurs et parents de Nancy se mobilisent pour l'interdire : plus que le mariage mixte, certes rare mais accepté, c'est la mise à mal des convenances sociales de l'élite qui engendre la crispation. Mais âgée de trente ans, Nancy est en position d'imposer son choix.   
La signature sur l'acte de membres de la très haute bourgeoisie bordelaise, témoins du mariage (les Boyer-Fonfrède, Journu, Perpigna etc.), semble ratifier l'entrée de Jean-François dans la société,.